# 主教领地城堡

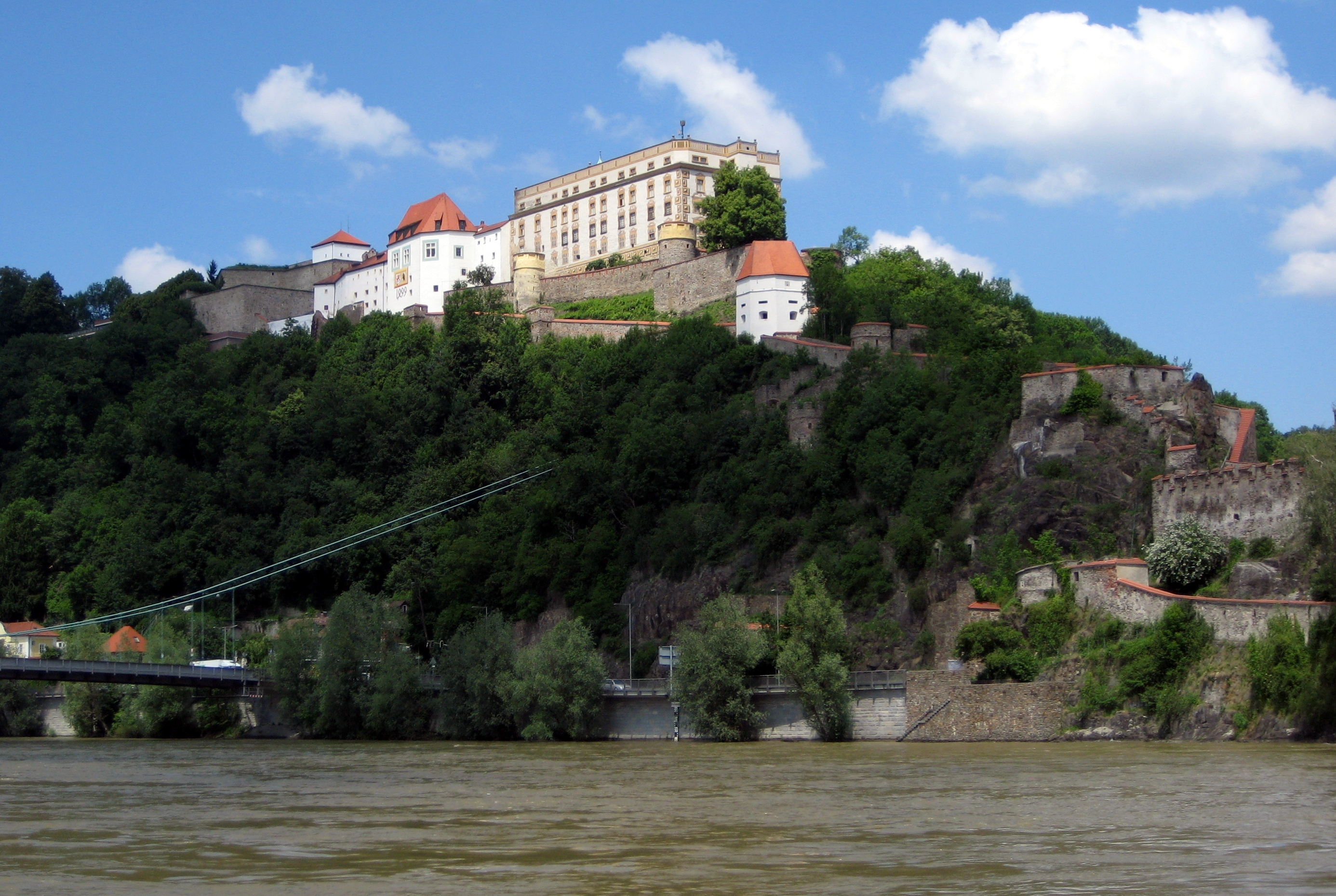

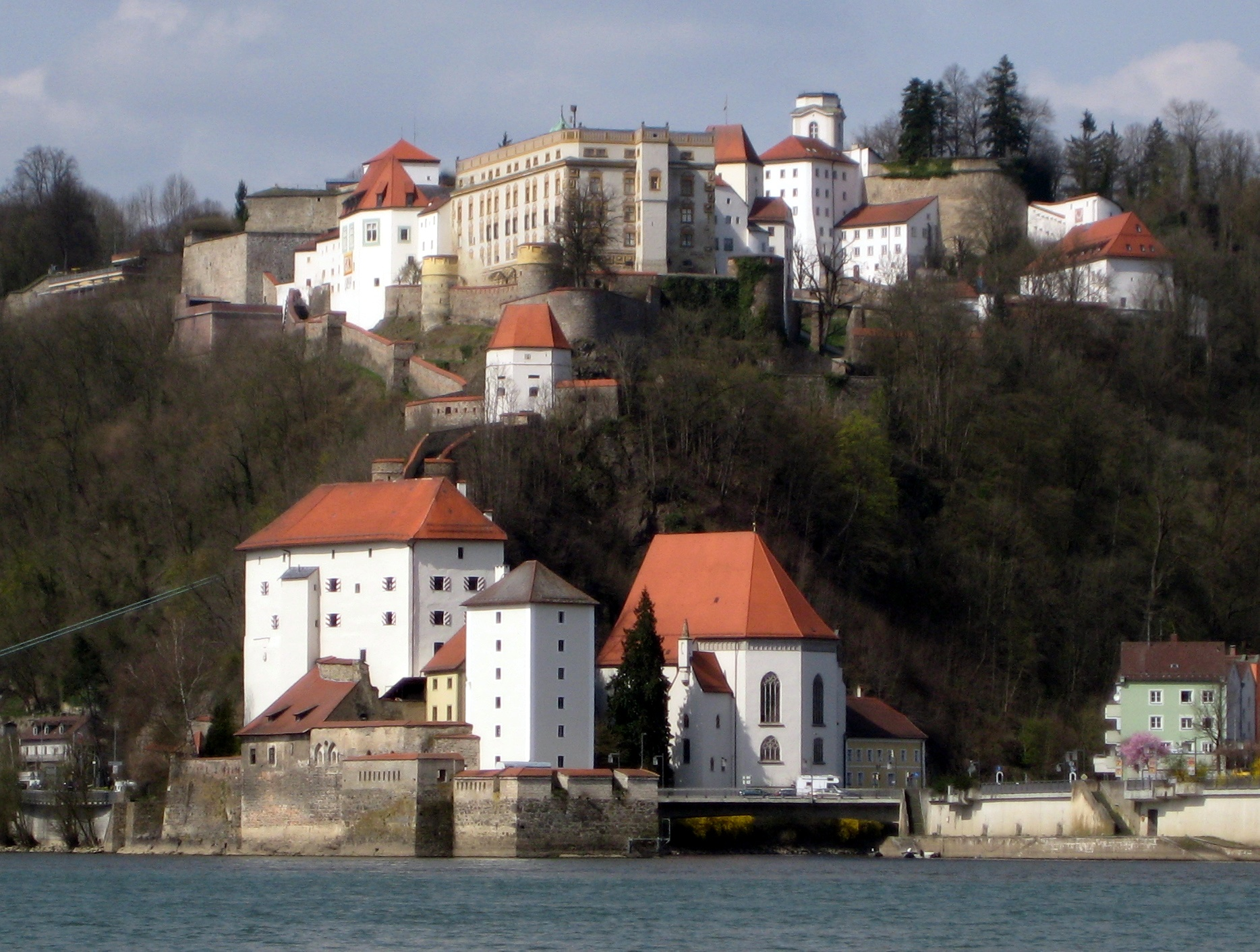
下城堡（左）和15世纪的圣救主朝圣教堂（右）

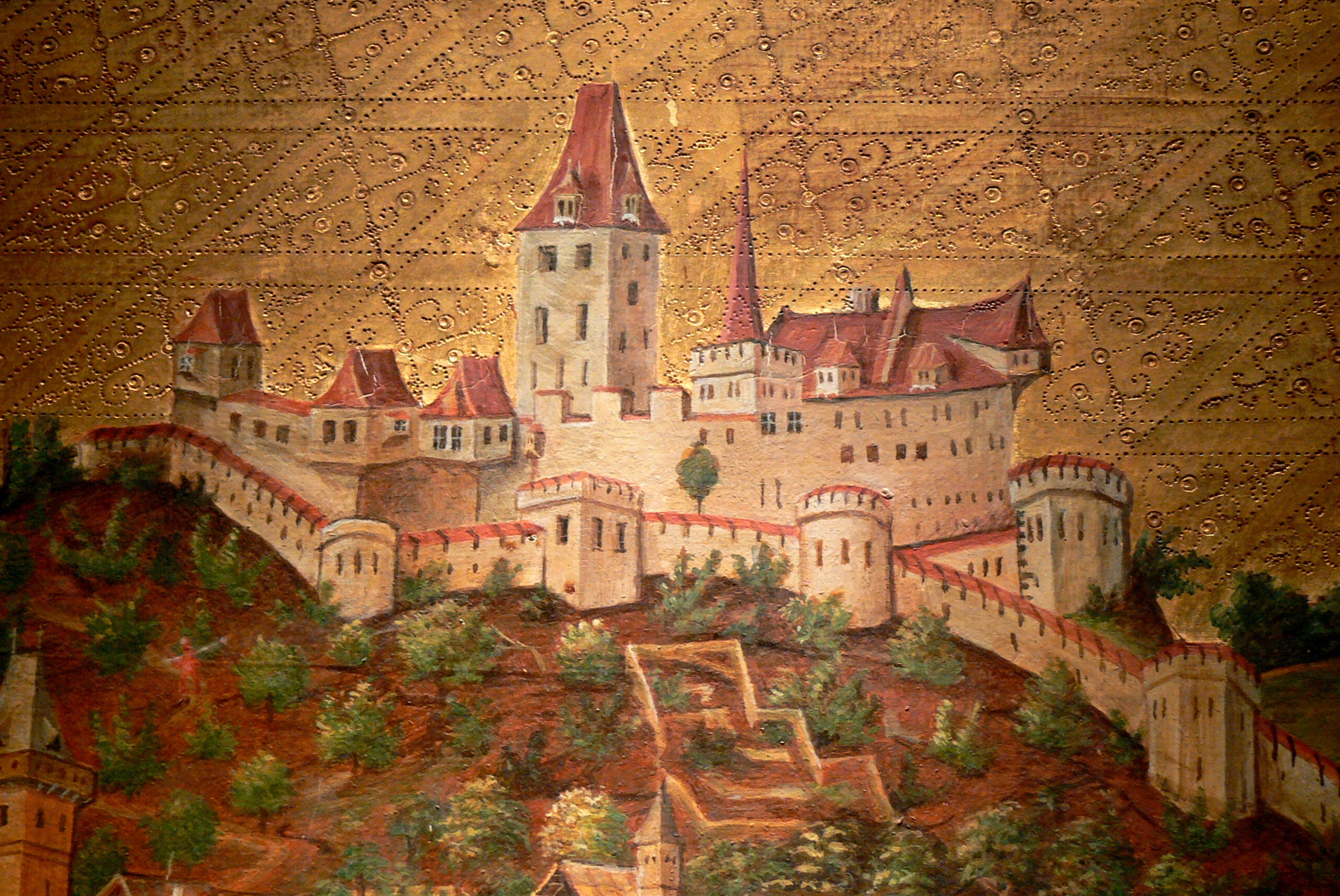
15世纪

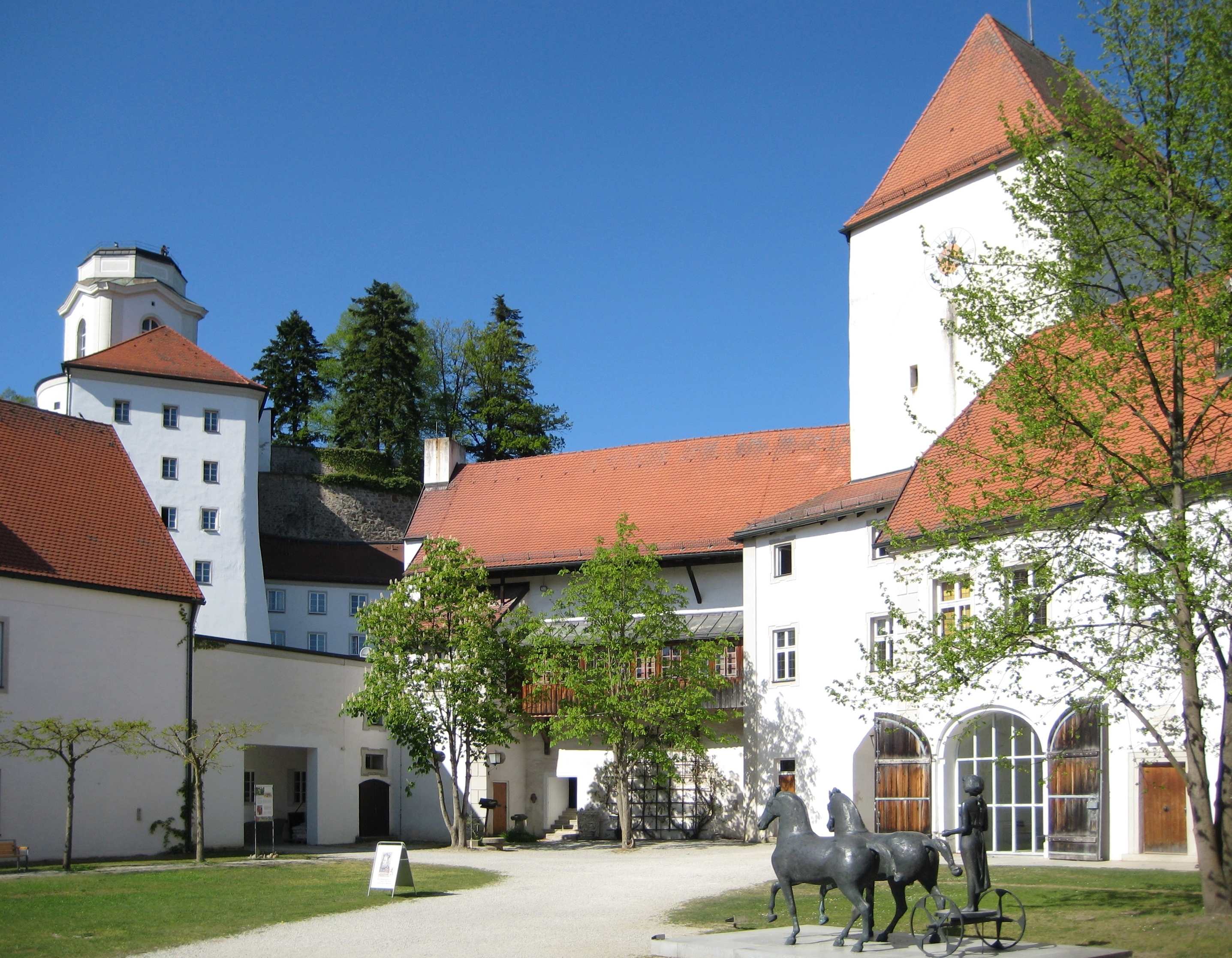
内部庭院

主教领地城堡（Veste Oberhaus）是德国帕绍的一个城堡，坐落在多瑙河左岸的圣乔治山上，高出多瑙河和伊尔茨河的河谷105 米，俯瞰多瑙河对岸的帕绍老城。
主教领地城堡由帕绍首任采邑主教乌尔里希二世创建于1219年，大部分时间内充当帕绍主教的要塞，展示主教的军事实力和神圣罗马帝国选帝侯的地位。城堡不仅用于抵御外敌，也用于防止来自内部的叛乱。在1535-1540年之间，许多再洗礼派新教徒因信仰被关押在城堡内，并且殉道。
山下位于多瑙河和伊尔茨河汇流处的下城堡（Veste Niederhaus）也是要塞系统的一部分。1802年的世俗化结束了主教的统治。拿破仑与奥地利作战时，将其交给盟友巴伐利亚，作为边境哨所，但在1805年它投降了奥地利军队。维也纳会议以后，该地区归属巴伐利亚。
1932年帕绍市获得了主教领地城堡，设立了博物馆，其藏品涵盖了东巴伐利亚，波希米亚和奥地利的历史。此外还设有眺望三河之角（Dreiflüsseeck）的观景台，观看多瑙河、因河和伊尔茨河三条河流不同的颜色。青年旅社，餐厅，以及一个露天剧场（可追溯至1934年）。